# Warłaam (Ponomariow)
Warłaam, imię świeckie Władimir Gieorgijewicz Ponomariow (ur. 22 czerwca 1974 w Izobilnym) – rosyjski biskup prawosławny. 

## Życiorys
Pochodzi z rodziny robotniczej. W 1992 ukończył liceum politechniczne w Stawropolu. Następnie wstąpił do seminarium duchownego w Stawropolu i ukończył je sześć lat później. Będąc jeszcze słuchaczem tejże szkoły, 17 lipca 1996, złożył wieczyste śluby mnisze przed inspektorem seminarium ihumenem Piotrem (Kuzowlewem), przyjmując imię Warłaam na cześć św. Warłaama Chutyńskiego. 15 września 1996 w soborze św. Andrzeja w Stawropolu został wyświęcony na hierodiakona przez metropolitę stawropolskiego i bakijskiego Gedeona. Ten sam duchowny 27 września 1996 udzielił mu święceń kapłańskich i skierował do pracy duszpasterskiej w cerkwi św. Mikołaja w stanicy Sotnikowskiej. Po ukończeniu seminarium duchownego podjął służbę w cerkwi św. Teodozjusza Czernihowskiego w Ipatowie, zaś w 1999 został proboszczem parafii św. Mikołaja w stanicy Karmalinowskiej, a następnie proboszczem parafii Opieki Matki Bożej w stanicy Slepcowskiej. W 2004 został mianowany dziekanem parafii prawosławnych w Czeczenii i Inguszetii oraz proboszczem parafii św. Michała Archanioła w Groznym. W 2005 otrzymał godność igumena.
W latach 2005–2011 był członkiem Rady Społecznej przy prezydencie Inguszetii, zaś od 2006 do 2011 członkiem Izby Społecznej Czeczeni. W 2011 działał w grupie roboczej ds. wzmocnienia stosunków międzyetnicznych w republice.
W 2008 ukończył wyższe studia teologiczne w Kijowskiej Akademii Duchownej.
Od sierpnia 2011 służył w eparchii włodzimierskiej jako pomocnik przełożonego monasteru Przemienienia Pańskiego w Muromie oraz dyrektorem prawosławnego gimnazjum Ilji Muromca. Od grudnia 2011 był p.o. przełożonego monasteru w Muromie, zaś od czerwca 2012 – jego przełożonym.
26 grudnia 2012 Święty Synod Rosyjskiego Kościoła Prawosławnego nominował go na biskupa machaczkalskiego i groźnieńskiego. W związku z tym otrzymał 2 stycznia 2013 godność archimandryty. Chirotonię biskupią przyjął w soborze Chrystusa Zbawiciela w Moskwie z rąk patriarchy moskiewskiego i całej Rusi, metropolitów krutickiego i kołomieńskiego Juwenaliusza, astańskiego i kazachstańskiego Aleksandra, sarańskiego i mordowskiego Warsonofiusza, twerskiego i kaszyńskiego Wiktora, biełgorodzkiego i starooskolskiego Jana, jekaterynburskiego i wierchoturskiego Cyryla, chabarowskiego i nadamurskiego Ignacego, rostowskiego i nowoczerkaskiego Merkuriusza, czelabińskiego i złatoustowskiego Teofana, tambowskiego i rasskazowskiego Teodozjusza, niżnonowogrodzkiego i arzamaskiego Jerzego, stawropolskiego i niewinnomysskiego Cyryla, arcybiskupów kerczeńskiego Anatola, witebskiego i orszańskiego Dymitra, włodzimierskiego i suzdalskiego Eulogiusza, wieriejskiego Eugeniusza, władykaukaskiego i ałańskiego Zosimie, genewskiego i zachodnioeuropejskiego Michała (Rosyjski Kościół Prawosławny poza granicami Rosji), biskupów gatczyńskiego Ambrożego, piatigorskiego i czerkieskiego Teofilakta oraz sołniecznogorskiego Sergiusza.
W 2017 r. otrzymał godność arcybiskupa.